# 聖誕節之愛 (眼淚過後將是白雪紛飛的季節)
《聖誕節之愛 （眼淚過後將是白雪紛飛的季節）》，是日本樂團南方之星1993年發行的第34張單曲。

## 概要
為南方之星繼1980年推出的單曲《Sha La La／對不起 查理》後、再次以聖誕節為題材的作品。日本連鎖百貨丸井公司曾採用此曲作為聖誕節期間的廣告歌曲。
當時在錄製歌曲時因南方之星原先的貝斯手關口和之在做休養當中、而請另一名樂手根岸孝旨暫時頂替他的位子。
歌曲末段內容為眾人的大合唱，與南方之星主唱桑田佳祐音喜愛的歌手約翰·藍儂一首以聖誕節為主題的單曲《Happy Xmas (War Is Over)》相似的風格。本作的音樂錄音帶則在北海道函館市一帶拍攝。
作品的週內銷售最高成績為第3名，並在2005年重新發行。

## 收錄歌曲
1.聖誕節之愛 （眼淚過後將是白雪紛飛的季節）
※作詞・作曲：桑田佳祐　編曲：南方之星&小林武史
2.上啊！！力道山
作品主題以桑田佳祐小時喜愛的摔角手力道山為主。歌詞中除提到力道山拿手的打擊技「空手劈擊」外，也提及當時外國的摔角明星「Lou Thesz Dick」（路·塞茲）、「The Bruiser」等人。
※作詞・作曲：桑田佳祐 英語作詞：Tommy Snyder　編曲：南方之星&小林武史

## 演奏成員
- 桑田佳祐：主唱、吉它（曲1、2）
- 大森隆志：吉它（曲1、2）
- 原由子：電子琴（曲1、2）、合唱（曲1）
- 松田弘：鼓（曲1、2）、合唱（曲2）
- 野澤秀行：打擊樂器（曲1、2）
- 小林武史：電子琴（曲1、2）
- 角谷仁宣：電子音樂合成器（曲1、2）
- 根岸孝旨：貝斯（曲1）
- 村田陽一：長號、上低音號（曲1）
- 大倉滋夫：小號（曲1）
- 佐藤潔：大號（曲1）
- 山本拓夫：薩克斯風（曲1）
- 荒木敏男：小號（曲1）

## 收錄專輯
精選專輯收錄
- 《BALLAD 3 ～the album of LOVE～》（2000年）

## 外部連結
- （日語）南方之星官方網站單曲介紹：《聖誕節之愛 （眼淚過後將是白雪紛飛的季節）》 （页面存档备份，存于）